# Darian Cruz

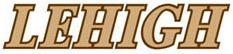
Zawodnik Lehigh Mountain Hawks

Darian Toi Cruz (ur. 7 lutego 1995) – amerykański i portorykański zapaśnik walczący w stylu wolnym. Olimpijczyk z Paryża 2024, gdzie zajął piąte miejsce w kategorii do 57 kg. Dziewiąty na mistrzostwach świata w 2022 roku. 
Brązowy medalista igrzysk panamerykańskich w 2023. Srebrny medalista mistrzostw panamerykańskich w 2022 i 2023; brązowy w 2020 roku.
Zawodnik Bethlehem Catholic High School z Bethlehem i Lehigh University. Trzy razy All-American (2014, 2017, 2018) w NCAA Division I, pierwszy w 2017; piąty w 2018; siódmy w 2014 roku.